# Marco Ricci
Pour les articles homonymes, voir Ricci.
Marco Ricci (Belluno, 5 juin 1676 - Venise, 21 janvier 1730) est un graveur et peintre italien de vedute. Principal initiateur du paysage vénitien au XVIIIe siècle, l'œuvre de Marco Ricci, longtemps restée dans l'ombre de son oncle Sebastiano Ricci, a été réévaluée par la critique.

## Biographie
Marco Ricci est né à Belluno le 5 juin 1676, fils de Girolamo et neveu de Sebastiano Ricci. Il se forme à la peinture auprès de son oncle et devient son collaborateur. Il devient très proche du jeune artiste Joseph Goupy qui séjourne en Italie entre 1705 et 1710, et devient son mentor.
Jeune, il se distingue déjà pour sa violence en participant à une rixe qui s'est terminée par un homicide. Il tue un gondolier dans une taverne, ce qui l'oblige à se réfugier à Split en Dalmatie pendant quatre ans. Il y travaille dans l'atelier d'un peintre de vedutes, probablement Antonio Francesco Peruzzini.
Rentré en Italie, il séjourne probablement à Naples, selon ses premiers paysages qui révèlent la connaissance directe de Salvator Rosa.
En 1708 il suit Charles Montagu, comte de Manchester, à Londres où il est invité avec Giovanni Antonio Pellegrini, afin de monter des scénographies pour l'opéra italienne au Queen's Theatre de Haymarket.
Il rentre à Venise à la fin de l'an 1710, à cause probablement d'une dispute avec Pellegrini, mais retourne à Londres dee 1711 à 1714 en compagnie de son oncle Sebastiano. Il gravite autour de Georg Friedrich Haendel et de toutes les intrigues qui se jouent au cœur de milieu londonien de l'opéra.
À Rome en 1720, il y découvre les ruines de Pannini et compose ses premières œuvres dans ce style (Paysage aux ruines antiques), suite de gouaches qui est traduite en gravures par Goupy et Chatelain à Londres.
Finalement il s'établit à Venise où il est inscrit à la fraglia des peintres en 1726 et en 1727, et réside jusqu'à sa mort dans la maison de son oncle.

## Son œuvre
Dans sa jeunesse, il manifeste des influences napolitaines et réalise des marines et des paysages tourmentés de tempêtes influencés par Magnasco.
Dans la maturité, la peinture de Marco Ricci dénote une approche sensible de la nature, notamment par son rendu des variations atmosphériques en fonction des saisons et du temps. Dans ses paysages de ruines, il fait preuve d'une sensibilité déjà pré-romantique, utilise de préférence une palette claire traduisant les effets de la lumière solaire, ouvrant la voie aux caprices de Francesco Guardi.
Lors de ses dernières années, l'utilisation de la détrempe et de la gouache sur parchemin lui permet d'alléger encore sa palette (Cour Paysanne).
À partir de 1723, Marco Ricci a été aussi un graveur[réf. nécessaire] dont il subsiste 33 eaux fortes dont les thèmes sont identiques à ceux de ses peintures. La technique de la gravure lui permet d'accentuer les contrastes lumineux.

### En Italie
- Marines, Pinacothèque Nationale, Bologne
- Paysage aux ruines antiques[3], musée civique, Vicence

Venise

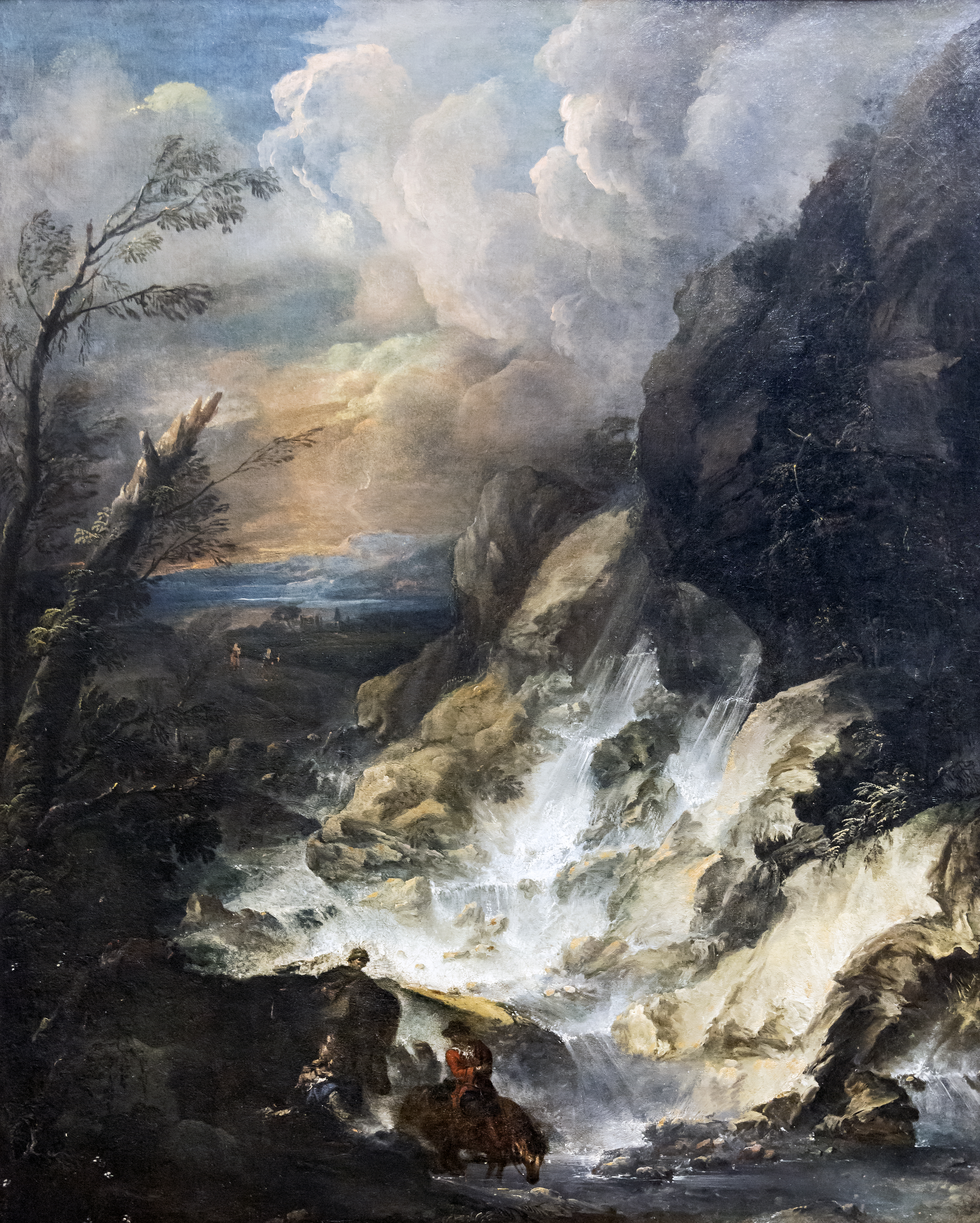
Paysage avec lavandières, ruisseau et moines (1715), huile sur toile, 136 × 198 cm, Gallerie dell'Accademia de Venise
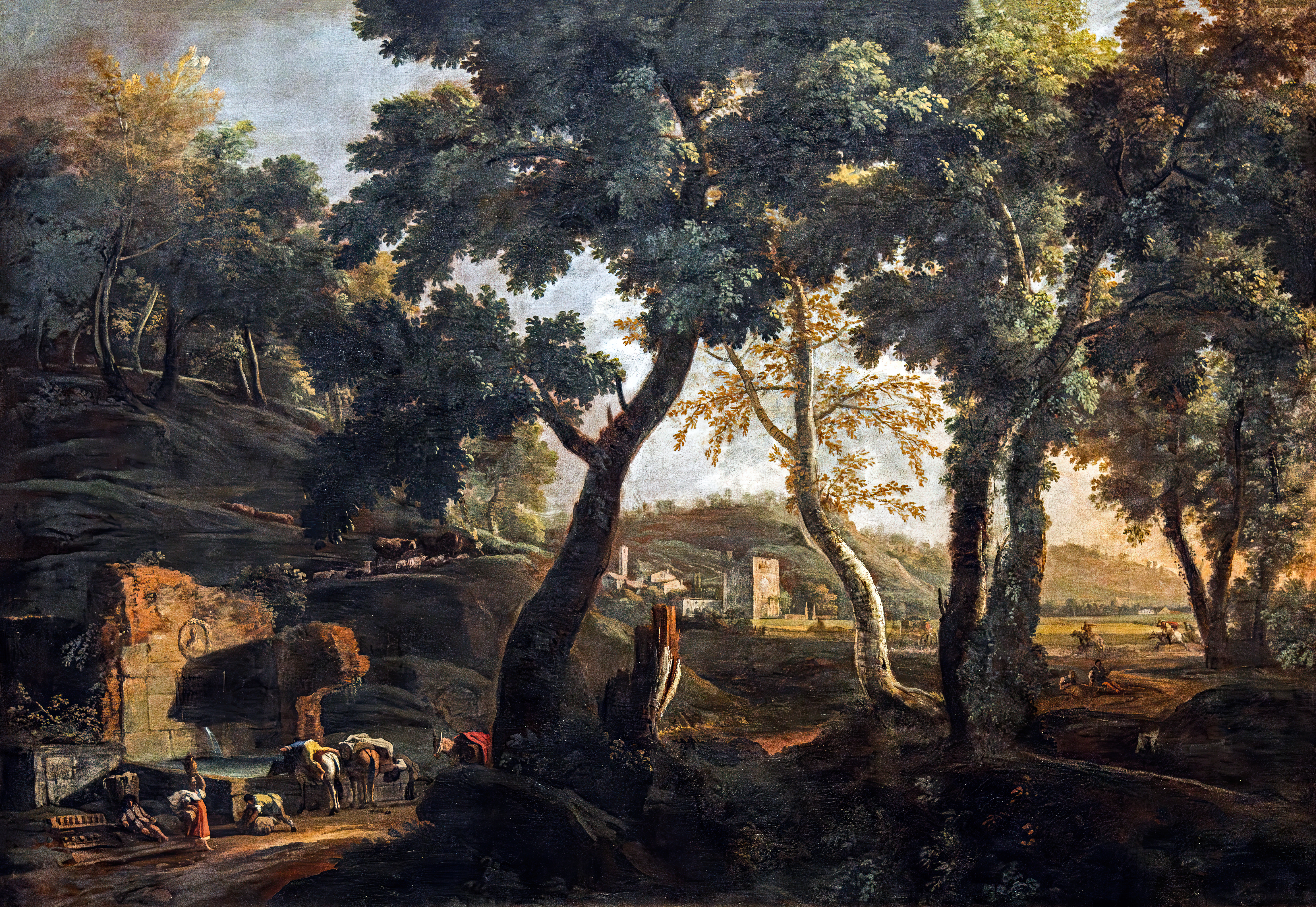
Paysage avec chevaux à l'abreuvoir (1715), huile sur toile Gallerie dell'Accademia de Venise
Paysage avec bûcherons et cavaliers, Gallerie dell'Accademia de Venise[6]
- La cascade, Gallerie dell'Accademia de Venise[7]
- Ruines et étang dans la campagne romaine, huile sur toile, 96 × 132 cm, Pinacothèque Querini-Stampalia [8]
- Paysage (1720-1730), huile sur toile, 96 × 132 cm, Pinacothèque Querini-Stampalia[9]
- Paysage d'hiver, Ca' Rezzonico
- Paesaggio con mulino e lavandaie, Ca' Rezzonico
- Paesaggio con monaci e viandanti, Ca' Rezzonico
- Vue avec ruines romaines classiques, Ca' Rezzonico
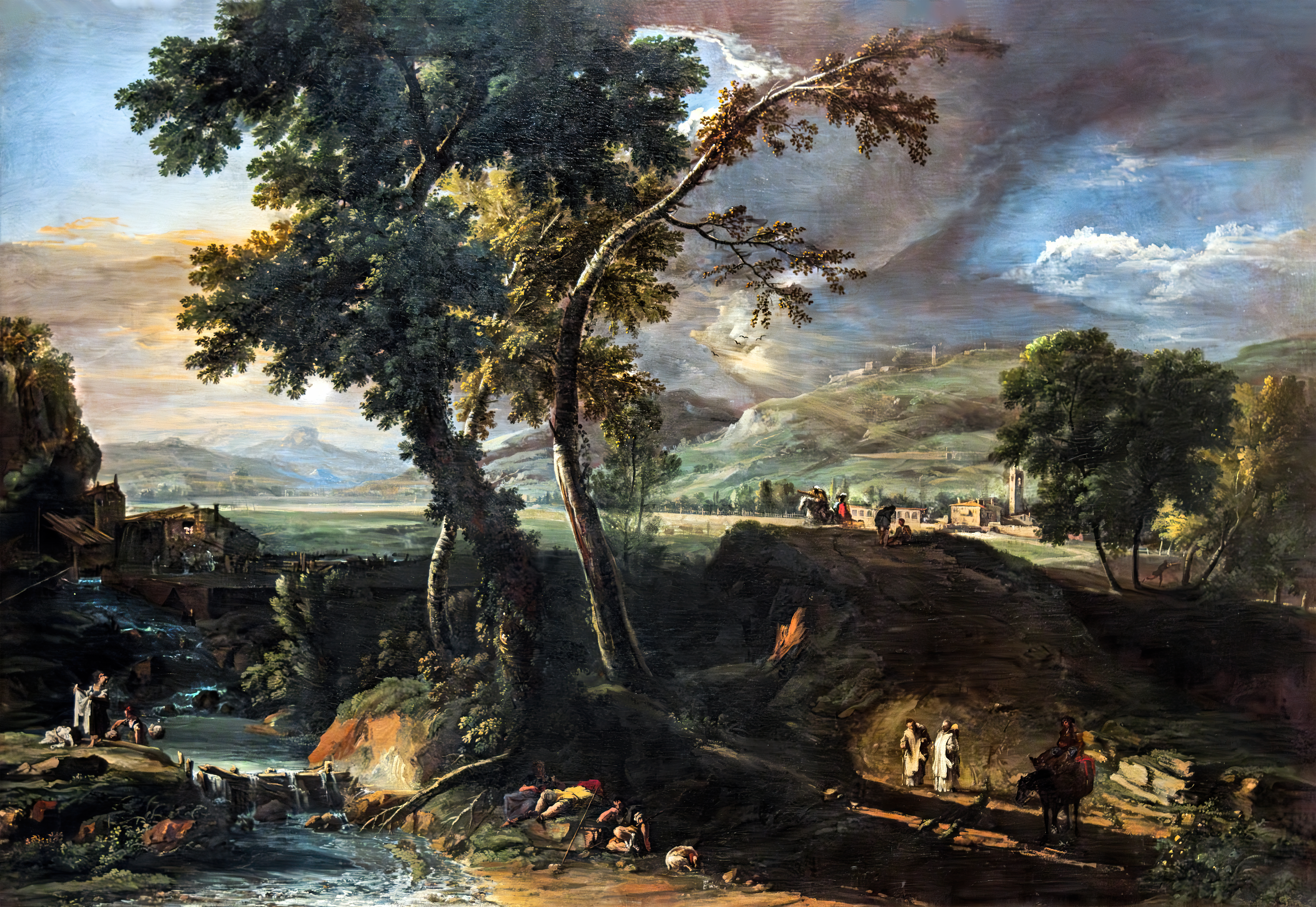
Paysage avec bûcherons et cavaliers (1720-1740), peau de chèvre, 29 × 45 cm, Gallerie dell'Accademia de Venise
- Vue sur le parc d'une villa (1720-1740), peau de chèvre, 30 × 44 cm, Gallerie dell'Accademia de Venise[11]

- La cascade
Gallerie dell'Accademia de Venise .
- Paysage avec chevaux à l'abreuvoir
Gallerie dell'Accademia de Venise .
- Paysage avec bûcherons et cavaliers
Gallerie dell'Accademia de Venise .
- Paysage avec ruisseaux, moines et lavandières
Gallerie dell'Accademia de Venise .

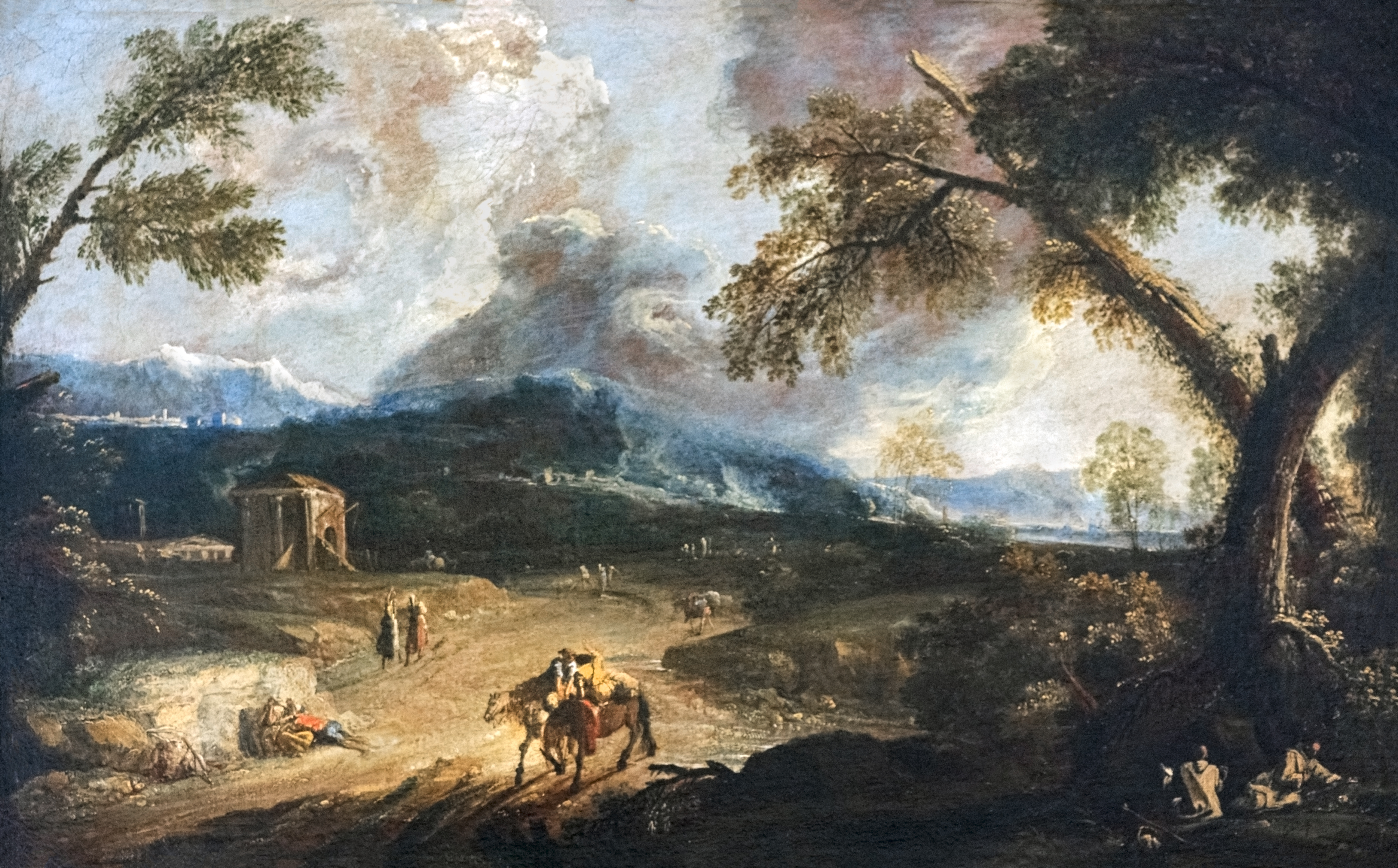
Paysage avec des moines et des voyageurs - Ca' Rezzonico Venise
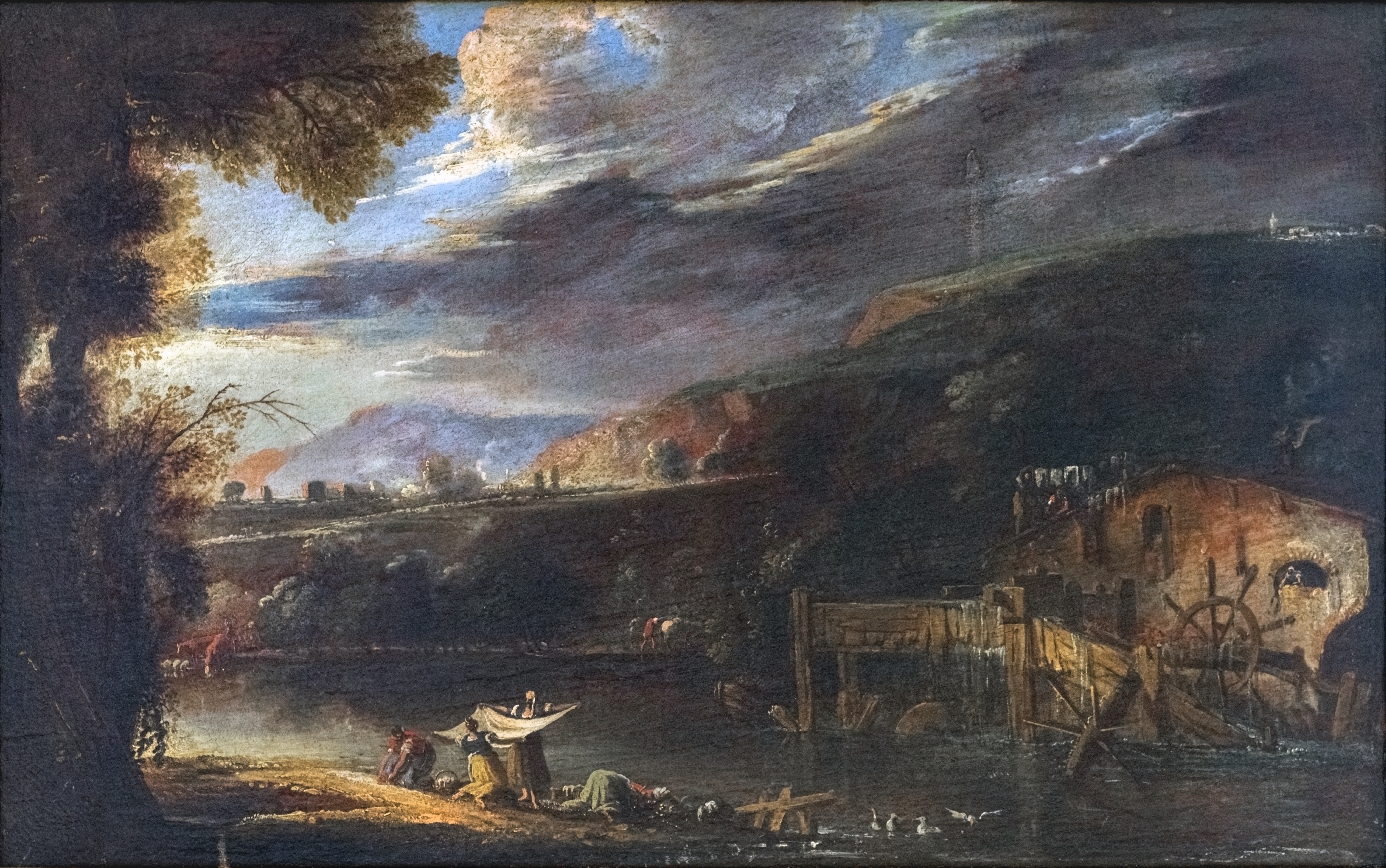
Paysage avec moulin et blanchisseuses- Ca' Rezzonico Venise
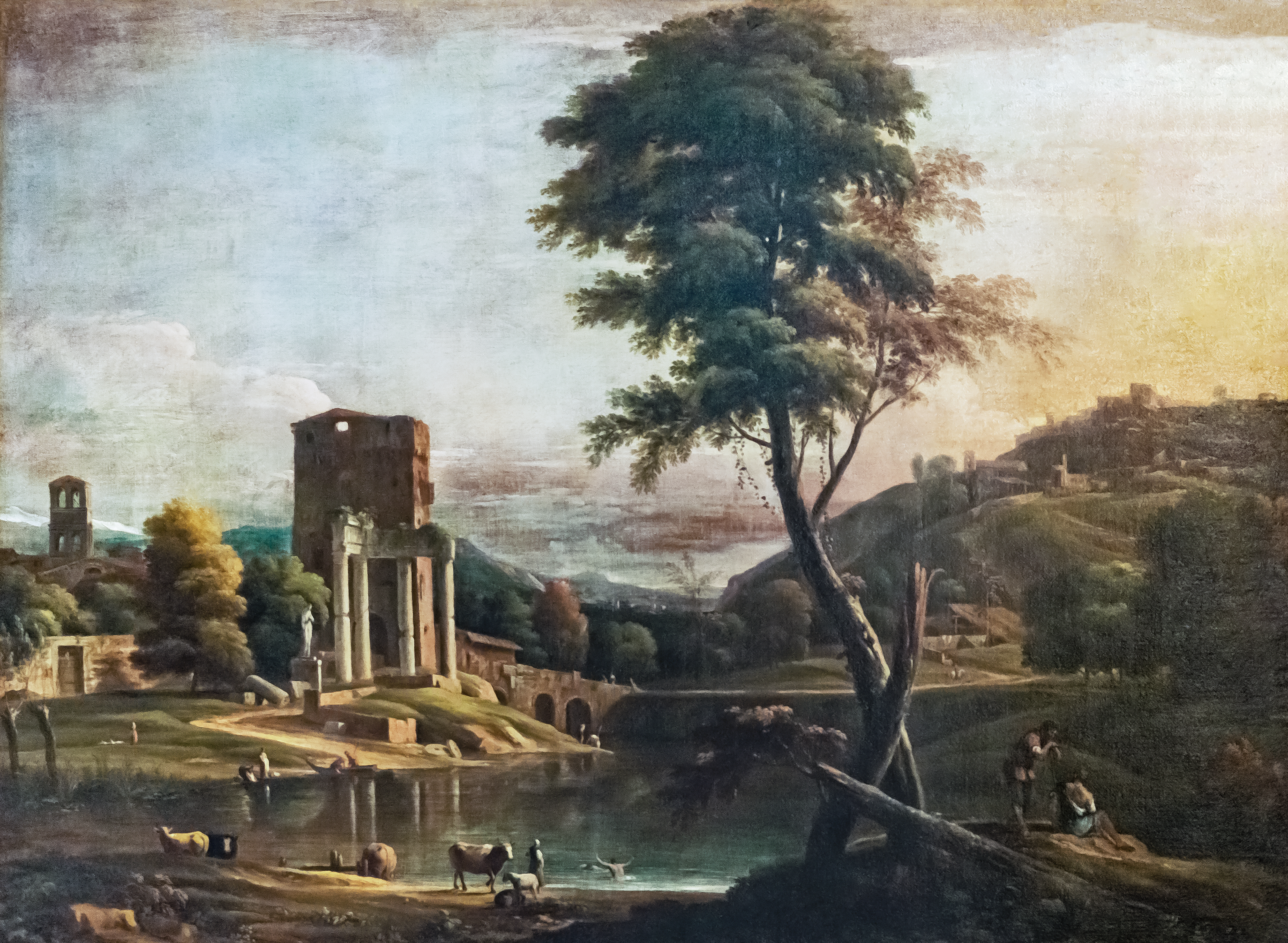
Ruines et étang dans la campagne romaine (1720-1730) Pinacothèque Querini-Stampalia

### En France
- Paysage nocturne fantastique, huile sur toile, 87,2 × 121 cm, musée des beaux-arts de Brest[12].
- Paysage au bord de la mer et Paysage avec fleuve, huile sur toile , deux pendants 115 × 172 cm, Gray (Haute-Saône), musée Baron-Martin
- Saint Jérôme dans le désert - musée des Beaux-Arts de Narbonne

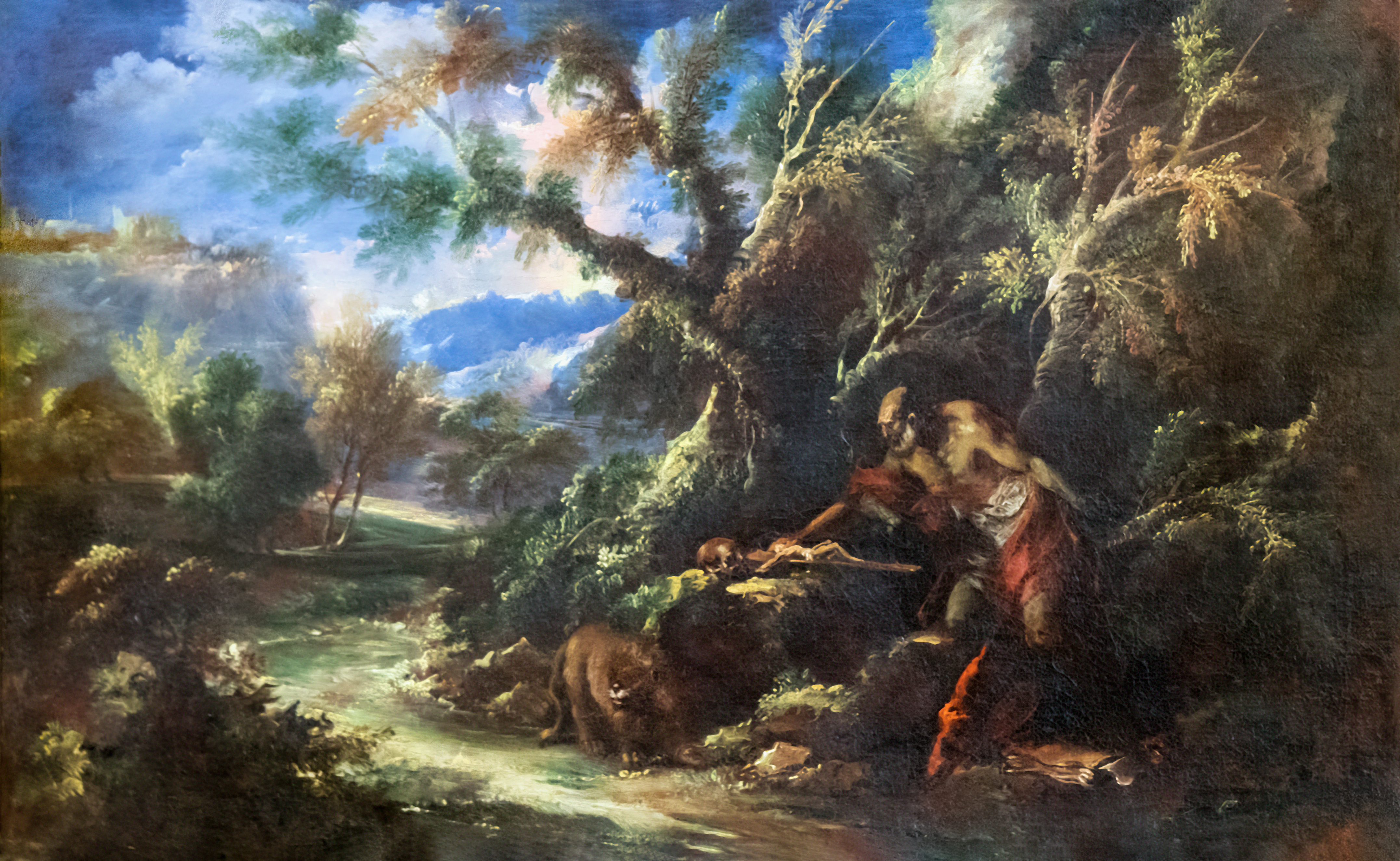
Saint Jérôme dans le désert - musée des Beaux-Arts de Narbonne [13].

### Au Royaume-Uni
- Cour paysanne, (vers 1725-30), collection royale, Windsor

### Aux États-Unis
- Répétition pour un opéra, 1709, huile sur toile, 46,4 x 57,8 cm, Centre d'art britannique de Yale, New Haven[14]